# Щети
„Щети“ (на английски: Damages) е американски сериал, съдебна драма по идея на триото сценаристи Даниъл Зелман и братята Глен и Тод Кеслър. Премиерата му е на 24 юли 2007 г. по Еф Екс, а от четвърти сезон се излъчва по Audience Network.
На 19 юли 2010 г. е обявено, че „Щети“ е подновен за още два сезона с по десет епизода всеки, които ще се излъчат по Audience Network.

## „Щети“ в България
В България сериалът започва на 8 януари 2008 г. по Нова телевизия с разписание всеки делник от 21:00. Първи сезон завършва на 24 януари. На 20 декември 2011 г. започва втори сезон, всеки делник от 23:30 и приключва на 9 януари 2012 г. На 10 януари започва трети сезон и завършва на 26 януари. На 27 януари започва четвърти сезон и приключва на 9 февруари. В първи сезон дублажът е на Арс Диджитал Студио, чието име не се споменава. Ролите се озвучават от артистите Елена Русалиева, Даниела Йорданова, Светозар Кокаланов, Христо Узунов, Иван Танев в първи сезон и Георги Георгиев-Гого от втори.
На 12 октомври 2009 г. по AXN започва повторно първи сезон, всеки понеделник от 22:00 по два епизода и завършва на 23 ноември. На 4 октомври 2010 г. започва премиерно втори сезон, всеки понеделник от 21:00 по два епизода и приключва на 15 ноември. На 11 октомври 2011 г. започва премиерно трети сезон, всеки вторник от 23:00 и завършва на 3 януари 2012 г. Дублажът е на студио Александра Аудио. Ролите се озвучават от артистите Светлана Смолева, Петя Арнаудова, Иван Велчев, Тодор Георгиев в първи сезон и Марин Янев от втори.